# Pereces
Pereces Diósgyőr határában, a 19. században létrejött bányásztelepülés, az anyatelepülés részeként 1945-ben csatolták Miskolchoz. Az Újgyőri főtérről a 6-os busszal közelíthető meg.

## Története
Maga a település a 19. század közepéig nem szerepel térképen, a Pereces név csak földrajzi nevekben említődik (Pereces-völgy, -kő, perecesi erdő). A terület a Zsigmond család birtoka volt. A térség széntartalékainak bányászata már a 18. században megkezdődött, de igazán csak akkor indult be, amikor a 19. század második felében a garadna-hámori völgyből Diósgyőrbe költözött a későbbi vasgyár elődje. A vasgyárat ellátó perecesi bányászatot a Selmecbányán (a Miskolci Egyetem elődjén) végzett Joós István bányamérnök teremtette meg.
Lónyay Menyhért pénzügyminiszter 1868. február 5-én keltezett levelében szerepel az utasítás a perecesi bányatelep létesítésére. A levélben szerepelt a Gränzenstein-alagút létesítése is (Gyertyánvölgy irányába), ez 2336 méteres hosszával akkor a világ harmadik, Európa második leghosszabb bányaalagútjának számított. Az 1870-es években a perecesi Mátyás-táró, valamint a hegyoldali Pálinkás- és Weisner-táró termelését fokozták, itt azonban a szén kéntartalma miatt nem volt megfelelő a gyárnak, és a Gyertyánvölgyön túli Adriányi-telep jobb széntartalékának kitermelésére törekedtek. Ehhez nyílt a 105 méter mély, négyszintes Baross-akna, ami Borsod megye legnagyobb teljesítményű bányája volt, a Vasgyárat azonban még ez sem tudta ellátni, ezért nyitották Pereces és Sajóbábony alatt az Újaknát, amiben az országban először alkalmaztak villamosmozdonyokat a föld alatti szállításhoz; 1901 és 1909 közt összesen hetet szereztek be. Az Újakna egyes aknája 212, a kettes 210 méter mély volt. 1905-re évi 100 000 tonna szén volt az akna termelése, a legtöbbet, 161 660 tonnát, 1910-ben termeltek ki itt.
Az első világháború után Baross-akna termelését csökkentették, Újaknáét 1924-ben leállították. A függőleges aknaszállítás 1938-tól megszűnt. Az északi és a déli lejtősaknákat mélyítették. A második világháború után a bányát államosították; ebben az időben áttértek a frontfejtésre. A Baross-akna központi helyzetének köszönhetően a pálinkási, adriányi és finkei telepek szenét is itt termelték ki.
1947. május 2-án kilenc munkába induló bányász életét vesztette, amikor a tárnába szállító kisvasút bejárata rájuk omlott. Az omlás helyszínén ma emlékmű található. 
1945-ben Diósgyőrt és vele a hozzá tartozó Perecest Miskolchoz csatolták. A városrész 1970 után, a bánya bezárásával hanyatlani kezdett, a mozi és a boltok bezártak, megszűnt a kisvasút. Itt működik a Debreczeni Márton Szakképző Iskola, az egykori Bányaipari Technikum jogutódja.

## Képek

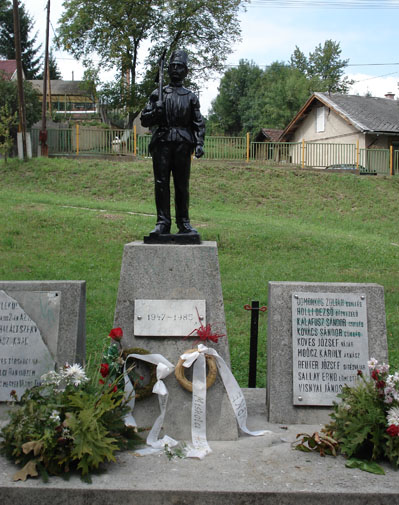
Bányász emlékmű. Markup Béla szobormásolata az 1947-es bányaszerencsétlenségre emlékeztet
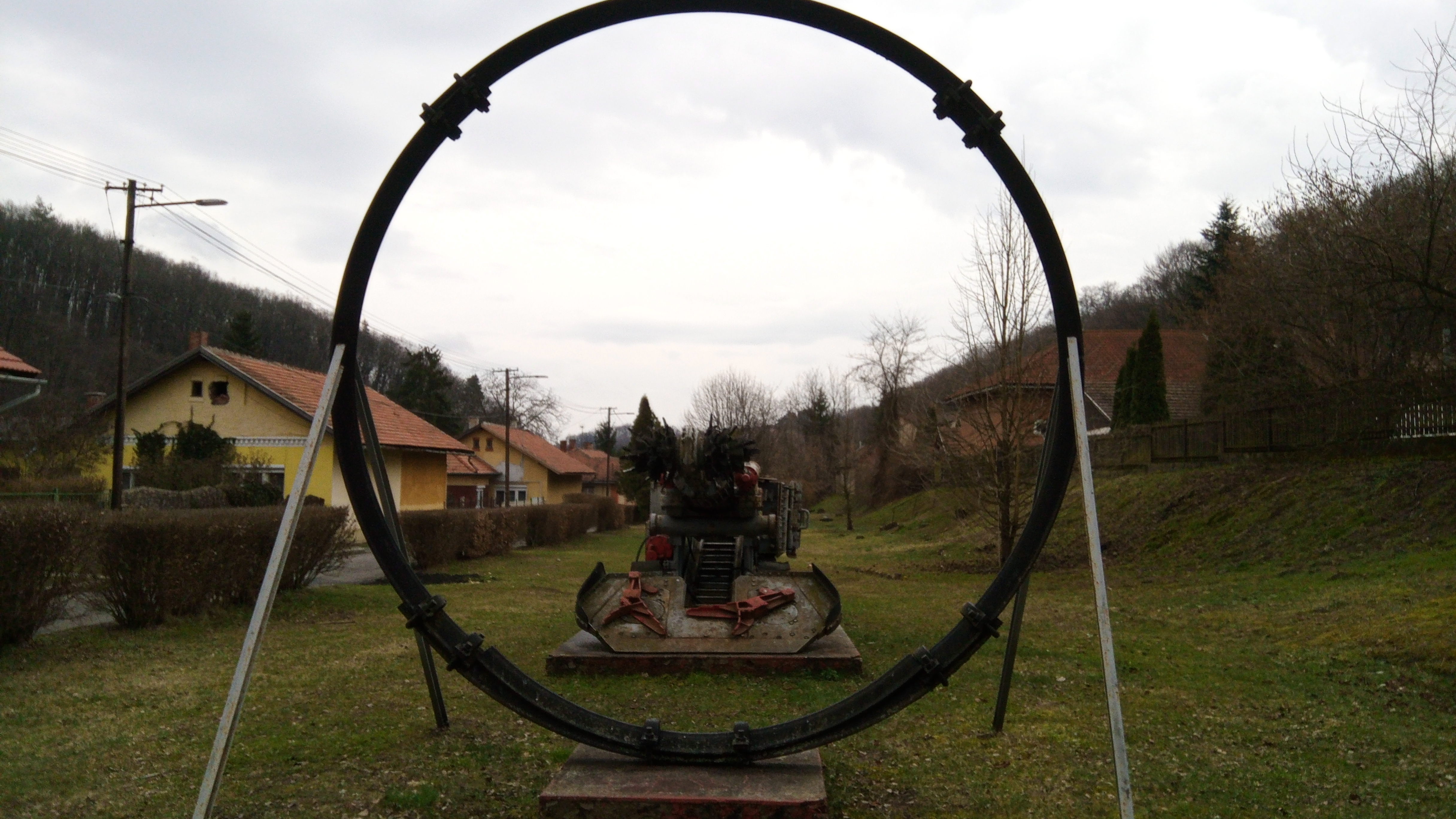
Bányászati emlékmű
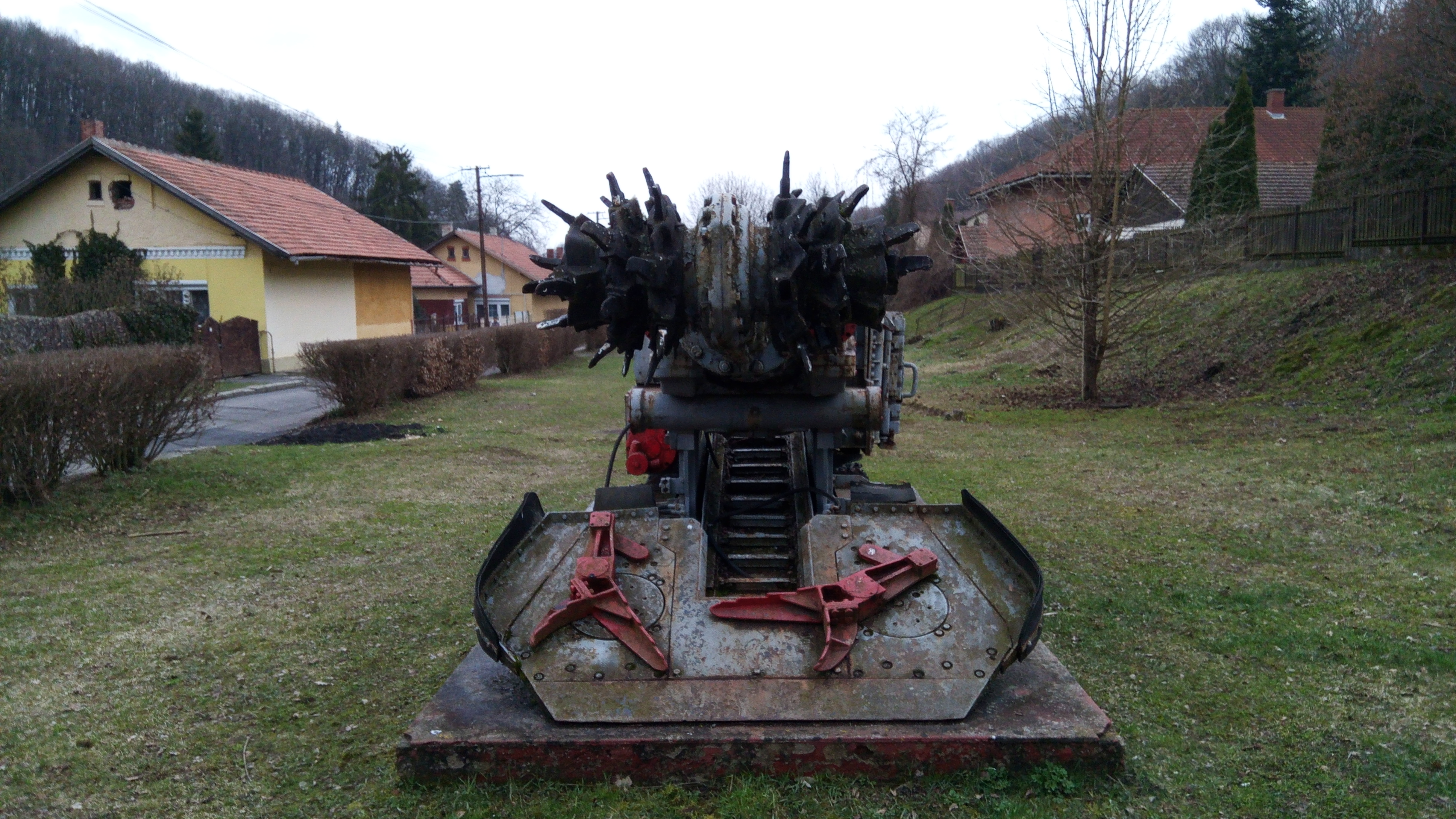
Bányászati emlékmű (fúrófej)
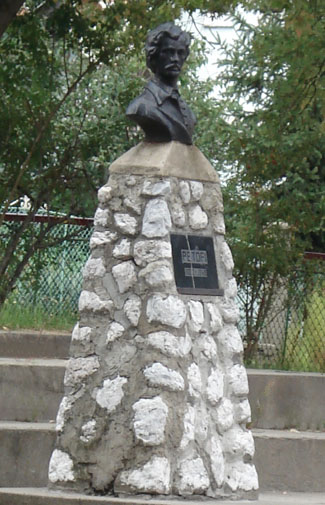
Petőfi Sándor szobra (Kuti István Általános Iskola)
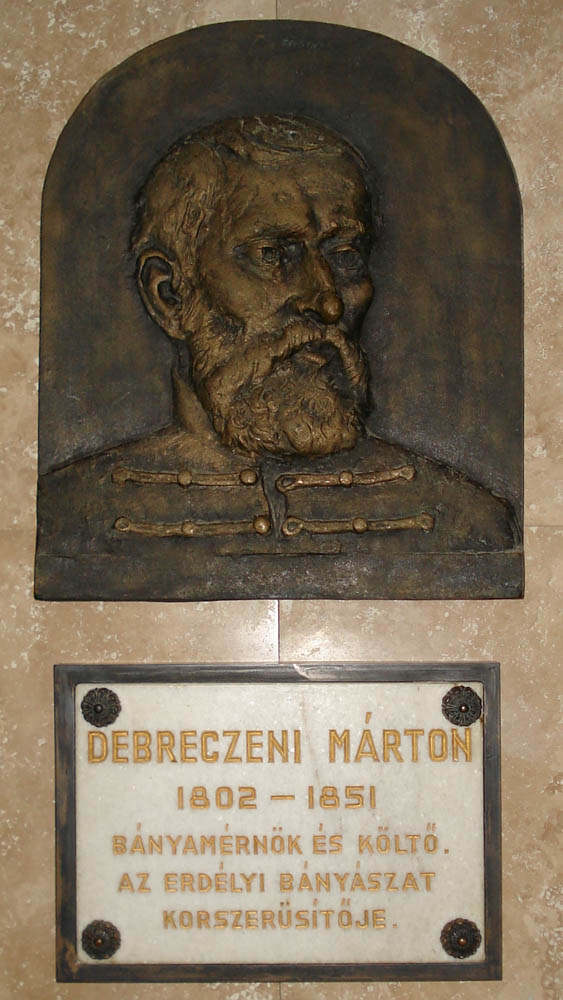
Debreczeni Márton domborműve a nevét viselő iskolában